# Одровонж (род)
Одровонж (пол. Odrowąż) — польский магнатский род, образованный в 950 году н.э., предположительно моравского или чешского происхождения. К XVI веку разделился на мелкие ветви, среди которых Шидловецкие, владевшие замком в Шидловце, и Мины, внесенные в Малороссийский гербовник. Некоторые представители рода были тогда же удостоены графского титула.

## Известные представители
- Одровонж, Яцек (пол. Jacek Odrowąż) (ум. 1257) — католический миссионер, доминиканский монах, канонизированный католической церковью
- Одровонж, Иво (ум. 1229) — краковский епископ, в 1219-20 гг. архиепископ Гнезно.
- Ян Прандота (ум. 1266) — краковский епископ с 1242 г.
- Ян Спровский (ум. 1464) — архиепископ Гнезно с 1453 г., глава польской церкви.
- Одровонж, Ян (ум. 1450) — архиепископ львовский, старший брат Петра Одровонжа
- Одровонж, Пётр (пол. Piotr Odrowąż) (неизв. — 1450) — воевода подольский и русский, староста львовский, самборский и галицкий
- Одровонж, Андрей (пол. Andrzej Odrowąż) (неизв. — 1465) — воевода подольский и русский, староста львовский и подольский, сын Петра Одровонжа
- Одровонж, Ян (старший) (пол. Jan Odrowąż) (неизв. — 1485) — воевода подольский и русский, староста львовский, жидачевский и самборский, сын Петра Одровонжа
- Одровонж, Ян (младший) (пол. Jan Odrowąż) (ок. 1478 — 1513) — воевода белзский и русский, староста львовский и самборский, сын Яна Старшего
- Одровонж, Станислав (пол. Stanisław Odrowąż (?1509 — 1545) — воевода подольский, воевода русский, каштелян и староста львовский, староста саборский, сын Яна Младшего
- Шидловецкий, Кшиштоф (1467—1532) — гетман великий коронный.